# سیارک ۳۳۱۹
سیارک ۳۳۱۹ (به انگلیسی: 3319 Kibi، نامگذاری:1977EJ5) سه هزار و سیصد و نوزدهمین سیارک کشف شده‌است که در ۱۲ مارس ۱۹۷۷ کشف شد.
قدر مطلق سیارک برابر ۱۲٫۱۰ است.